# VV Волопаса
VV Волопаса (лат. VV Boötis) — одиночная переменная звезда в созвездии Волопаса на расстоянии (вычисленном из значения параллакса) приблизительно 10148 световых лет (около 3111 парсеков) от Солнца. Видимая звёздная величина звезды — от +10,5m до +10m.

## Характеристики
VV Волопаса — красная пульсирующая полуправильная переменная звезда (SR) спектрального класса M7. Эффективная температура — около 3677 K.